# أوزور أوسيمكبا
أوزوما أوكووشي أوسيمكبا (بالإنجليزية: Uzoma Okwuchi Osimkpa)، هي مُمثلة نيجيرية.

## وصلات خارجية
- أوزور أوسيمكبا في قاعدة بيانات الأفلام على الإنترنت